# Gzy (wieś)
Gzy – wieś w Polsce położona w województwie mazowieckim, w powiecie pułtuskim, w gminie Gzy.
| SIMC    | Nazwa    | Rodzaj    |
| ------- | -------- | --------- |
| 0115967 | Kałęczyn | część wsi |

Wieś szlachecka położona była w drugiej połowie XVI wieku w powiecie nowomiejskim ziemi zakroczymskiej województwa mazowieckiego. W 1785 roku jako wieś duchowna wchodziła w skład klucza gzowskiego biskupstwa płockiego. Do 1954 roku siedziba wiejskiej gminy Kozłowo. W latach 1954–1972 wieś należała i była siedzibą władz gromady Gzy, od 1973 r. gminy Gzy. W latach 1975–1998 miejscowość administracyjnie należała do województwa ciechanowskiego.
Miejscowość jest siedzibą gminy Gzy. We wsi znajduje się m.in. Gminna Biblioteka Publiczna, Społeczna Szkoła Podstawowa, Publiczne Gimnazjum im. Papieża Jana Pawła II i filia Banku Spółdzielczego w Pułtusku. Od 1940 r. w Gzach funkcjonuje Ochotnicza Straż Pożarna, która należy do Krajowego Systemu Ratowniczo-Gaśniczego.
Wieś jest siedzibą  rzymskokatolickiej parafii Św. Walentego.